# Nello Niccoli
Nello Niccoli (Milano, 8 dicembre 1890 – Firenze, 29 aprile 1977) è stato un militare e partigiano italiano, tenente colonnello di complemento del Genio, agronomo.
Combatté nella prima e seconda guerra mondiale, fece parte, dal 1920, del Circolo di Cultura fondato da Gaetano Salvemini, dai Fratelli Rosselli e da Piero Calamandrei ed appartenne anche al gruppo del Non Mollare. Dal giugno 1944 fino alla Liberazione fu presidente del C.T.L.N., nel cui comando militare egli rappresentò il Partito d'Azione  - col nome Sandri -  nel periodo della lotta clandestina

## Lapide

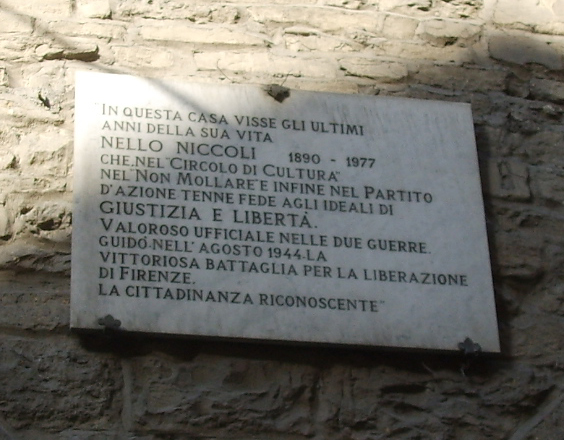
Lapide a Nello Niccoli

A Firenze, nella zona di San Niccolò, si trova la lapide, sulla quale sono incise queste parole:
In questa casa visse gli ultimi anni della sua vita Nello Niccoli 1890-1977 che, nel circolo di cultura nel Non Mollare e infine nel partito d'Azione tenne fede agli ideali di Giustizia e Libertà. Valoroso ufficiale nelle due guerre, guidò, nell'agosto 1944, la vittoriosa battaglia per la liberazione di Firenze. La cittadinanza riconoscente.

## Fondo Nello Niccoli
Presso l'Istituto Storico della Resistenza in Toscana, del quale fu presidente e uno dei fondatori,  è conservato il Fondo Nello Niccoli, contenente carte, corrispondenza, cimeli.

## Biblioteca personale
Parte della sua biblioteca composta da libri di argomento agronomico, meccanico-agrario ed economico-agrario (1890-1950) è stata donata dai suoi eredi alla sede di Agraria della Biblioteca di Scienze Tecnologiche, Università degli Studi di Firenze.

## Alcune opere
- Per la battaglia di Firenze – da Resistenza in Toscana, Atti e Studi dell'I.S.R.T.- Edizioni La Nuova Italia, 1970[4]
- La liberazione di Firenze , Milano, 1952[5]